# Metophthalmus occidentalis
Metophthalmus occidentalis é uma espécie de insetos coleópteros polífagos pertencente à família Latridiidae.
A autoridade científica da espécie é Israelson, tendo sido descrita no ano de 1984.
Trata-se de uma espécie presente no território português.